# جزيرة كلارنس
جزيرة كلارنس (بالروسية: остров Шишкова)‏ هي الجزيرة الواقعة في أقصى شرق جزر شيتلاند الجنوبية، قبالة سواحل القارة القطبية الجنوبية . وتطالب بها الأرجنتين كجزء من الأرجنتين القارة القطبية الجنوبية ، وبريطانيا كجزء من إقليم أنتاركتيكا البريطاني ، وتشيلي كجزء من إقليم أنتاركتيكا التشيلي . يعود الاسم إلى عام 1820 على الأقل وقد استخدم الآن في الاستخدام الدولي، باستثناء روسيا، حيث عُرفت باسم جزيرة شيشكوفا منذ اكتشافها من قبل الروس في عام 1821.